# Ламов, Андрей Леонидович
Андрей Леонидович Ламов (р. 9 марта 1986, Череповец) — Заслуженный мастер спорта России (2009) по спортивному ориентированию (лыжные дисциплины). Старший лейтенант ВС РФ (2017).

## Биография
Родился в городе Череповце Вологодской области. Родители, профессиональные лыжники, участвовали в чемпионатах Северо-Запада и СССР.
Мать — Елена Владимировна Ламова (1958), тренер-преподаватель «ДЮСШ № 4», тренер сборной России по спортивному ориентированию (лыжные дисциплины). В настоящее время является также личным тренером Андрея. Как вспоминает сам спортсмен, в детстве никакие увлечения кроме спорта его не интересовали. Поэтому занимался сразу в двух секциях — лыжных гонок и спортивного ориентирования. В 14 лет выиграл чемпионат России по сп. ориентированию по своей возрастной группе и сосредоточился только на ориентировании.
В марте 2007 года выигрывает чемпионат России (проходил в городе Кыштым Челябинской области) в дисциплине спринт, на 6 секунд обогнав действующего чемпиона мира Эдуарда Хренникова. Это был первый серьёзный старт Андрея на взрослом (а не юниорском) уровне.
В составе юниорской команды страны (беговые дисциплины) представлял Россию на чемпионате мира среди юниоров в 2005 и 2006 годах. Бежал эстафету.
В 2004—2006 годах на чемпионатах мира среди юниоров стал пятикратным чемпионом.
Обладатель трех медалей чемпионата мира 2009 (Рисуцу, Япония) — золото на длинной дистанции и в спринте, а также серебро в мужской эстафете. Бронзовый призёр чемпионата мира 2011 на средней дистанции. Серебряный призёр чемпионата мира 2010 и 2012 (Сумы, Украина) в спринте и на длинной дистанции, соответственно.
Приказом министерства Спорта от 30 ноября 2009 году Андрею Ламову присвоено звание Заслуженный мастер спорта России.
На чемпионате Европы 2013 года в паре с Татьяной Козловой показали третье время в смешанной эстафете, но по регламенту соревнований (как вторая команда России) передали медаль норвежской паре. В мужской эстафете завоевал серебро.
На чемпионате мира 2013 года завоевал серебро в спринте и золото в эстафете.
В 2014 году стал победителем Кубка мира, чемпионом Европы в спринте и трёхкратным вице-чемпионом Европы.
Признавался лучшим спортсменом города Череповца.